# Lights Out (2016)
Lights Out (englisch für „Lichter aus“) ist ein US-amerikanischer Horrorfilm des schwedischen Regisseurs David F. Sandberg aus dem Jahr 2016. Er handelt von den Halbgeschwistern Rebecca und Martin, die seit jeher, wenn es im Haus ihrer Mutter dunkel ist, eine unheimliche Frauengestalt sehen, die verschwindet, sobald man das Licht einschaltet. Die Hauptrollen übernahmen Teresa Palmer und Gabriel Bateman, in Nebenrollen sind u. a. Maria Bello und Billy Burke zu sehen. Der Film hatte seine Premiere am 8. Juni 2016 beim Los Angeles Film Festival und startete am 22. Juli 2016 US-weit in den Kinos, deutscher Kinostart war am 4. August 2016. Der Film spielte weltweit 149 Millionen US-Dollar ein.

## Handlung
Die Handlung beginnt abends in einer Lagerhalle, in der der geschiedene Vater Paul noch am Arbeiten ist, als sein Sohn Martin anruft und berichtet, dass seine Mutter Sophie wieder Selbstgespräche führt. Währenddessen bemerkt eine Kollegin beim Ausschalten des Lichts eine Frauensilhouette, die allerdings bei Licht verschwindet. Verängstigt will sie ihrem Chef davon berichten, der sie jedoch nach Hause schickt. Nach dem Telefonat wirft er kurz darauf selbst einen Blick in die Halle, wo er von der Frau attackiert wird. Er kann in sein Büro flüchten, wo allerdings das Licht ausgeht. Kurz darauf wird er von der Gestalt in die Dunkelheit gezogen und grausam getötet.
Kurze Zeit später wird Rebecca, die vor Jahren den Kontakt zu ihrer Mutter Sophie abbrach und nun ein eigenes, selbständiges Leben führt, vom Jugendamt kontaktiert. Ihr Halbbruder Martin ist bereits mehrere Male in der Schule eingeschlafen und wirkt verstört. Er erzählt Rebecca von den Selbstgesprächen ihrer Mutter, die seit ihrer Kindheit an Depressionen leidet, und von einer gewissen Diana, mit der sie immerzu redet. Dies erinnert Rebecca an ihre eigene, verdrängte Kindheit, in der auch sie panische Angst vor der dunklen Frauengestalt in ihrem Haus hatte. Um ihren Halbbruder zu schützen, nimmt sie Martin trotz verzweifelten Protests ihrer Mutter Sophie zu sich nach Hause. In der Nacht erscheint die Frau in ihrer Wohnung und attackiert sie. Bei eingeschaltetem Licht verbringen die beiden die restliche Nacht. Am Morgen entdeckt sie, eingeritzt in den Holzboden, den Namen „Diana“.
Kurz darauf kommt eine Vertreterin des Jugendamtes zu Rebecca und bringt Martin zurück nach Hause, wo Rebecca ihre Mutter zusammen mit ihrem Freund Bret später am Tag zur Rede stellen will. Es ist allerdings niemand zu Hause und im ganzen Haus ist es dunkel. Im Arbeitszimmer stößt sie auf ein Foto ihrer Mutter mit einem anderen Mädchen, das man nicht erkennt. Zudem entdeckt sie eine Kiste mit medizinischen Unterlagen und einem Gesprächsprotokoll, das 1984 in einer psychiatrischen Klinik aufgenommen wurde. Rebecca ist schockiert und nimmt die Kiste an sich. Als sie in Martins Zimmer geht, wird sie wieder von der Frau attackiert, die ihr befiehlt, sich fernzuhalten. Nur durch Bret, der durch ihre Hilfeschreie alarmiert wird, kann sie ihr entkommen.
Zu Hause durchforstet Rebecca die Unterlagen. Sie findet heraus, dass ihre Mutter Diana als Kind in der psychiatrischen Klinik kennengelernt hatte. Diana war mit 13 Jahren nackt im Keller eines Hauses gefunden worden, ihr Vater hatte Suizid begangen. Sie litt an einer seltenen Hautkrankheit, die es für sie schmerzhaft und nahezu unmöglich machte, ins Licht zu gehen. Zudem hatte sie Wutausbrüche und nahm Sophie ganz für sich ein. Schließlich wurde sie einer experimentellen Therapie unterzogen, bei der sie 1200 Watt starkem Licht ausgesetzt wurde und starb. Der Fall wurde vertuscht und Sophie versuchte, Diana zu vergessen, was ihr aber nicht gelang. Durch eine mysteriöse Verbindung scheint Diana in der Dunkelheit weiter zu existieren.
Als Martin nach einer erneuten Attacke Dianas zu Rebecca flüchtet, beschließen die beiden, die Verbindung zwischen Sophie und Diana endgültig zu trennen. Sie fahren zu ihr und Rebecca versucht, mit ihrer Mutter zu reden. Diese blockt allerdings ab und stellt Rebecca als verrückt hin. Zudem macht sie ihrer Tochter Vorwürfe, sie habe sie im Stich gelassen, nachdem Rebeccas Vater die beiden verlassen hatte. Aufgebracht sperrt sich Sophie in ihrem Zimmer ein, lässt Rebecca aber unbemerkt einen Zettel zukommen auf dem steht „Ich brauche Hilfe“. Rebecca und Bret beschließen, die Nacht beim Brennen sämtlicher Lichter im Haus zu verbringen. Diana bewirkt allerdings, dass mitten in der Nacht der Strom ausfällt, sodass sie sich nur noch mit Taschenlampen und Kerzen durchs Haus bewegen können. Als Rebecca und Martin bei den Sicherungen im Keller sind, sperrt Diana die Tür zu.
Die beiden entfachen ein Feuer im Ofen und finden eine Stablampe mit Schwarzlicht, mit der sich Rebecca im Keller umsieht. Sie findet an die Wände geschriebene Sätze von Diana sowie Schaufensterpuppen, deren Gesichter entstellt wurden. Plötzlich wird sie von Diana überrascht, der das Schwarzlicht nichts anhaben kann. Erst Martin kann sie mit der Taschenlampe vertreiben. Auch Bret, der den beiden zur Hilfe kommen will, wird von Diana attackiert, schafft es aber, aus dem Haus zu flüchten und die Polizei zu rufen. Als diese eintrifft, können Rebecca und Martin aus dem Keller befreit werden, allerdings tötet Diana beide Polizisten.
Rebecca schickt Martin mit Bret nach draußen in Sicherheit und möchte ihre Mutter aus dem Schlafzimmer retten. Sophie hatte davor bereits einen Kampf mit Diana ausgetragen, da sie diese immer beschworen hatte, ihren Kindern nichts zu tun. Rebecca wird einmal mehr von Diana aus dem Hinterhalt attackiert und vom 1. Stock geschleudert. Diana droht Rebecca, sie dort hinzubringen, wo sie auch ihren Vater hingebracht habe. In diesem Moment erscheint ihre Mutter mit einer Pistole, die sie auf Diana richtet, die sie damit jedoch nicht verletzen kann. Da Sophie die einzige Verbindung ist, die die eigentlich tote Diana noch in der Welt der Sterblichen hält, hält sie sich anschließend die Pistole selbst an den Kopf. Diana versucht noch, Sophie aufzuhalten, doch diese erschießt sich, womit auch Diana verschwindet. Als Rebecca aus dem Haus kommt, verspricht Bret ihr und Martin, nun Waisen, immer für sie da zu sein.

## Produktion
Der schwedische Regisseur David Sandberg begann 2006 mit der Produktion von Kurzfilmen für YouTube, in denen u. a. seine Frau als Darstellerin mitwirkte. 2013 produzierte er den etwa dreiminütigen Kurzfilm Lights Out, der 2014 auf YouTube hochgeladen und durch Teilen auf Reddit bekannt wurde. Auf die Idee kam er aus einer Laune heraus, als er darüber nachdachte, dass scheinbar harmlose Silhouetten im Schlafzimmer in der nächtlichen Dunkelheit viel bedrohlicher wirken. Er experimentierte mit Licht ein- und ausschalten und Effekten auf einem geteilten Bildschirm. Später wurde Sandberg vom Produzenten Lawrence Grey kontaktiert, der aus dem Kurzfilm einen Kinofilm machen wollte und Sandberg mit dem Produzenten James Wan bekanntmachte.
Auch Drehbuchautor Eric Heisserer wurde verpflichtet und arbeitete in Zusammenarbeit mit Sandberg eine Handlung aus, die von den Themen einer zerbrochenen Familie, psychischer Krankheit und übernatürlichen Wesen aus der Vergangenheit handelt. Das Budget betrug etwa fünf Millionen US-Dollar. Sandbergs Inspiration für die Figur Diana kam von dem Gedanken, dass nicht ein Kind einen „imaginären Freund“ haben sollte, sondern eine Erwachsene, was laut Sandberg furchteinflößender wirken sollte. Sandberg merkte an, einige seiner Ideen, die es nicht in den Film geschafft haben, könnten eventuell in einer Fortsetzung Verwendung finden. Ob eine Fortsetzung produziert würde, hänge davon ab, wie erfolgreich der Film sein wird.

## Kritik
Der Film erhielt auf Rotten Tomatoes eine Durchschnittsbewertung von 6,3 und erreichte beim „Tomatometer“ 76 Prozent, womit Lights Out dort als „fresh“ gilt. Das Magazin TV-Media führte aus, dem Film fehle „ein veritabler Spannungsbogen; das Unheil bringende Wesen namens Diana schließlich tritt schon wenige Momente nach Beginn des Films in Erscheinung“ und merkte weiters an: „Wenig subtil auch die musikalische Untermalung von Dianas Auftritten, die dennoch zuweilen sehr unheimlich geraten sind.“ Die Website Filmstarts schreibt in ihrem Fazit: „In den Gruselszenen ebenso wirkungsvoller wie kreativer Schocker, aber Drumherum wird etwas zu viel Zeit mit nicht zwingend nötigen Erklärungen vergeudet.“ Die Website kino-zeit lobte die Aufstellung der Darsteller, kritisierte aber, „dass aus dieser Ambivalenz zwischen echtem Spuk und Metapher kein Kapital geschlagen wird“, dass etwa am Ende alles erklärt und für echte Angst kein Platz mehr sei.